# Сурьель, Мариса
Мариса Сурьель (исп. Marisa Zuriel; род. 19 августа 1982, Буэнос-Айрес) — аргентинская шахматистка, международный мастер среди женщин (2006).

## Биография
Многократная участница чемпионатов Аргентины по шахматам среди женщин, на которых завоевала золотую (2012), серебряную (2010) и бронзовую (2014) медали. Два раза завоевывала медали на Южноамериканских чемпионатах по шахматам среди женщин: золото (2007) и серебро (2014).
Участвовала в женских чемпионатах мира по шахматам:
- В 2008 году в Нальчике в первом туре проиграла Чжао Сюэ[7];
- В 2010 году в Антакье в первом туре проиграла Анне Музычук[8];
- В 2015 году в Сочи в первом туре снова проиграла Чжао Сюэ[9].

Представляла Аргентину на семи шахматных олимпиадах (2000—2002, 2006—2010, 2014—2016).